# Кајманска Острва на Светском првенству у атлетици у дворани 2016.
Кајманска Острва су учествовала на 16. Светском првенству у атлетици у дворани 2016. одржаном у Портланду од 17. до 20. марта седми пут. Репрезентацију Кајманских Острва представљао је један такмичар који је учествовао у трци на 60 метара.,
На овом првенству такмичар са Кајманских Острва није освојио ниједну медаљу али је остварио свој најбољи лични резултат сезоне.

## Учесници
Мушкарци:
- Кемар Хајман — 60 м

## Резултати

### Мушкарци
| Атлетичар    | Дисциплина | Лични рекорд | Квалификација | Квалификација | Полуфинале | Полуфинале | Финале               | Финале       | Детаљи |
| Атлетичар    | Дисциплина | Лични рекорд | Резултат      | Место         | Резултат   | Место      | Резултат             | Место        | Детаљи |
| ------------ | ---------- | ------------ | ------------- | ------------- | ---------- | ---------- | -------------------- | ------------ | ------ |
| Кемар Хајман | 60 м       | 6,56 НР      | 6,67 кв       | 4. у гр. 1    | 6,61 ЛРС   | 4. у гр. 2 | Није се квалификовао | 11 / 53 (56) |        |